# The Capitol Albums Vol. 1
The Capitol Albums Vol. 1 es un box set compilatorio por The Beatles, contiene publicaciones de Estados Unidos por el sello discográfico Capitol Records contiene los álbumes de 1964. La compilación, que tiene algunas canciones mezcladas en estéreo en un CD, fue publicado a finales de 2004. Los el contenido de los CD sacados de cintas maestras de las bóvedas de Capitol Records que estuvieron preparadas por Capitol A&R el ejecutivo Dave Dexter, Junior, quien añadió a varias canciones mezcló el sonido estéreo del mono original en las canciones.
El box set se coloca en la posición 35 en Billboard 200 que se lo estimó el 4 de diciembre de 2004, con las ventas de 37,303 copias. Esto pasó en apenas 6 semanas para la cartelera. El box fue certificado con premiaciones de Disco de Oro y platino en el 17 de diciembre de 2004 por RIAA.

## Lista de canciones

### Meet The Beatles!
Todas las canciones escritas y compuestas por John Lennon-Paul McCartney, excepto donde está indicado. 
| Cara 1 |                            |                     |          |  |
| N.º    | Título                     | Vocalista principal | Duración |  |
| 1.     | «I Want to Hold Your Hand» | Lennon y McCartney  | 2:24     |  |
| 2.     | «I Saw Her Standing There» | McCartney           | 2:50     |  |
| 3.     | «This Boy»                 | Lennon              | 2:11     |  |
| 4.     | «It Won't Be Long»         | Lennon              | 2:11     |  |
| 5.     | «All I've Got to Do»       | Lennon              | 2:05     |  |
| 6.     | «All My Loving»            | McCartney           | 2:04     |  |
| 13:45  |                            |                     |          |  |

| Cara 2 |                                         |                     |          |  |
| N.º    | Título                                  | Vocalista principal | Duración |  |
| 1.     | «Don't Bother Me» (George Harrison)     | Harrison            | 2:28     |  |
| 2.     | «Little Child»                          | Lennon y McCartney  | 1:46     |  |
| 3.     | «Till There Was You» (Meredith Willson) | McCartney           | 2:12     |  |
| 4.     | «Hold Me Tight»                         | McCartney           | 2:30     |  |
| 5.     | «I Wanna Be Your Man»                   | Starr               | 1:59     |  |
| 6.     | «Not a Second Time»                     | Lennon              | 2:03     |  |
| 12:58  |                                         |                     |          |  |

### The Beatles' Second Album
Todas las canciones escritas y compuestas por John Lennon-Paul McCartney, excepto donde está indicado. 
| Cara 1 |                                                     |                     |          |  |
| N.º    | Título                                              | Vocalista principal | Duración |  |
| 1.     | «Roll Over Beethoven» (Chuck Berry)                 | Harrison            | 2:44     |  |
| 2.     | «Thank You Girl»                                    | Lennon y McCartney  | 2:01     |  |
| 3.     | «You Really Got a Hold on Me» (W. Robinson)         | Lennon y Harrison   | 2:58     |  |
| 4.     | «Devil in Her Heart» (Drapkin)                      | Harrison            | 2:24     |  |
| 5.     | «Money (That's What I Want)» (Berry-Gordy-Bradford) | Lennon              | 2:47     |  |
| 6.     | «You Can't Do That»                                 | Lennon              | 2:33     |  |
| 15:27  |                                                     |                     |          |  |

| Cara 2 |                                                |                     |          |  |
| N.º    | Título                                         | Vocalista principal | Duración |  |
| 1.     | «Long Tall Sally» (Johnson-Penniman-Blackwell) | McCartney           | 2:03     |  |
| 2.     | «I Call Your Name»                             | Lennon              | 2:09     |  |
| 3.     | «Please Mister Postman» (Holland)              | Lennon              | 2:34     |  |
| 4.     | «I'll Get You»                                 | Lennon              | 2:04     |  |
| 5.     | «She Loves You»                                | Lennon y McCartney  | 2:19     |  |
| 11:09  |                                                |                     |          |  |

### Something New
Todas las canciones escritas y compuestas por John Lennon-Paul McCartney, excepto donde está indicado. 
| Cara 1 |                              |                     |          |  |
| N.º    | Título                       | Vocalista principal | Duración |  |
| 1.     | «I'll Cry Instead»           | Lennon              | 2:04     |  |
| 2.     | «Things We Said Today»       | McCartney           | 2:35     |  |
| 3.     | «Any Time at All»            | Lennon              | 2:10     |  |
| 4.     | «When I Get Home»            | Lennon              | 2:14     |  |
| 5.     | «Slow Down» (Larry Williams) | Lennon              | 2:54     |  |
| 6.     | «Matchbox» (Carl Perkins)    | Starr               | 1:57     |  |
| 13:54  |                              |                     |          |  |

| Cara 2 |                                                                |                     |          |  |
| N.º    | Título                                                         | Vocalista principal | Duración |  |
| 1.     | «Tell Me Why»                                                  | Lennon              | 2:06     |  |
| 2.     | «And I Love Her»                                               | McCartney           | 2:28     |  |
| 3.     | «I'm Happy Just to Dance with You»                             | Harrison            | 1:56     |  |
| 4.     | «If I Fell»                                                    | Lennon y McCartney  | 2:19     |  |
| 5.     | «Komm, Gib Mir Deine Hand» (Lennon-McCartney-Nicholas-Hellmer) | Lennon y McCartney  | 2:24     |  |
| 11:13  |                                                                |                     |          |  |

### Beatles '65
Todas las canciones escritas y compuestas por John Lennon-Paul McCartney, excepto donde está indicado. 
| Cara 1 |                                     |                     |          |  |
| N.º    | Título                              | Vocalista principal | Duración |  |
| 1.     | «No Reply»                          | Lennon              | 2:15     |  |
| 2.     | «I'm a Loser»                       | Lennon              | 2:31     |  |
| 3.     | «Baby's in Black»                   | Lennon y McCartney  | 2:02     |  |
| 4.     | «Rock and Roll Music» (Chuck Berry) | Lennon              | 2:02     |  |
| 5.     | «I'll Follow the Sun»               | McCartney           | 1:46     |  |
| 6.     | «Mr. Moonlight» (Johnson)           | Lennon              | 2:35     |  |
| 13:11  |                                     |                     |          |  |

| Cara 2 |                                                   |                     |          |  |
| N.º    | Título                                            | Vocalista principal | Duración |  |
| 1.     | «Honey Don't» (Carl Perkins)                      | Starr               | 2:56     |  |
| 2.     | «I'll Be Back»                                    | Lennon              | 2:22     |  |
| 3.     | «She's a Woman»                                   | McCartney           | 2:57     |  |
| 4.     | «I Feel Fine»                                     | Lennon              | 2:20     |  |
| 5.     | «Everybody's Trying to Be My Baby» (Carl Perkins) | Harrison            | 2:24     |  |
| 12:59  |                                                   |                     |          |  |

## Contenido
Cada disco en la colección contiene tanto en estéreo como en mono las versiones de cada álbum. Mira abajo de ese cuadro los artículos que pertenecen a cada álbum. El primer lanzamiento norteamericano Introducing... The Beatles, no es incluido porque no es de Capitol Records, es de la disquera Vee-Jay Records. 
|                            |                                    |
| Disco 1: Meet the Beatles! | Disco 2: The Beatles' Second Album |
| CDP 7243 8 66875 2 4       | CDP 7243 8 66877 2 2               |
|                            |                                    |
| Disco 3: Something New     | Disco 4: Beatles '65               |
| CDP 7243 8 66876 2 3       | CDP 7243 8 66874 2 5               |

## Lanzamiento
El box set fue lanzado en varios países en noviembre de 2004.
| País           | Fecha                   | Sello discográfico             | Catalogado           | Formato |
| -------------- | ----------------------- | ------------------------------ | -------------------- | ------- |
| Reino Unido    | 15 de noviembre de 2004 | Apple Records, Capitol Records | 8754002              | Box set |
| Francia        | 15 de noviembre de 2004 | Parlophone                     |                      | Box set |
| Alemania       | 15 de noviembre de 2004 | Apple Records                  |                      | Box set |
| Australia      | 15 de noviembre de 2004 | EMI                            | 8753482              | Box set |
| Estados Unidos | 16 de noviembre de 2004 | Apple Records, Capitol Records | CDP 7243 8 66878 2 1 | Box set |
| Canadá         | 16 de noviembre de 2004 | Apple Records, Capitol Records |                      | Box set |
| Japón          | 17 de noviembre de 2004 | Toshiba-EMI                    | TOCP 67601-04        | Box set |

## CD promocional
Unas semanas antes del lanzamiento del box set, se pone a la venta en octubre de 2004 el CD promocional The Capitol Albums Volume 1 Sampler, que contiene ocho temas provenientes de The Capitol Albums Vol. 1, y que están presentados en sonido estereofónico y sonido monoaural.

### Lista de canciones
Todas las canciones por Lennon/McCartney, excepto donde se indica.
1. "All My Loving"
2. "I Wanna Be Your Man"
3. "I Call Your Name"
4. "Roll Over Beethoven" (Chuck Berry)
5. "Things We Said Today"
6. "If I Fell"
7. "She's a Woman"
8. "I'm a Loser"